# Leioproctus pekanui
Leioproctus pekanui is een vliesvleugelig insect uit de familie Colletidae. De wetenschappelijke naam van de soort is voor het eerst geldig gepubliceerd in 2007 door Donovan.